# Im Ho-won
Im Ho-won (koreanisch 임호원; * 8. August 1998 in Suwon) ist ein südkoreanischer Rollstuhltennisspieler.

## Karriere
Im Ho-won wurde im Alter von acht Jahren von einem Lastwagen überfahren und verlor dabei beide Beine. Er lag zwei Jahre im Krankenhaus und kämpfte mit Depressionen. Mit zehn Jahren begann er mit dem Rollstuhltennis. Im September 2015 war er Sechster der Juniorenweltrangliste.
Seit 2015 trat er mehrfach für Südkorea beim World Team Cup an.
Mit seinem Doppelpartner Han Sung-bong konnte er 2023 bei den Para-Asienspielen die Goldmedaille gewinnen.
Im Ho-won nahm dreimal bei Paralympischen Spielen teil. 2016 in Rio gewann er sein Auftaktmatch gegen Martin Legner, bevor er in der zweiten Runde gegen Frédéric Cattaneo verlor. Im Doppel erreichte er mit seinem Partner Lee Ha-gel das Achtelfinale, dort trafen sie auf die späteren Silbermedaillengewinner Alfie Hewett und Gordon Reid. Bei den Spielen 2021 in Tokio konnte er diese Ergebnisse wiederholen, im Einzel erreichte er die zweite Runde, im Doppel das Achtelfinale. Dort traf er an der Seite von Oh Sang-ho auf Stéphane Houdet und Nicolas Peifer, die Franzosen wurden in diesem Jahr Paralympics-Sieger. Auch 2024 in Paris war im Einzel trotz einer Satzführung in der zweiten Runde Schluss, Daniel Caverzaschi setzte sich schließlich im Tie-Break des dritten Satzes durch. Im Doppel, diesmal mit Han Sung-bong, wurde das Viertelfinale erreicht. Die späteren Silbermedaillengewinner Takuya Miki und Tokito Oda erwiesen sich jedoch als zu stark.